# Toby Dawson
Toby Dawson (kor. 김수철 Kim Soo-cheol, ur. 30 listopada 1978 w Pusan jako Kim Bong-seok, kor. 김봉석) – amerykański narciarz pochodzenia koreańskiego, specjalista narciarstwa dowolnego. Jego największym sukcesem jest złoty medal w jeździe po muldach wywalczony na mistrzostwach świata w Ruka. Zdobył także brązowe medale jeździe po muldach i w jeździe po muldach podwójnych na mistrzostwach świata w Deer Valley. Ponadto wywalczył brązowy medal w jeździe po muldach na igrzyskach olimpijskich w Turynie. Najlepsze wyniki w Pucharze Świata osiągnął w sezonie 2002/2003, kiedy to zajął ósme miejsce w klasyfikacji generalnej, a w klasyfikacji jazdy po muldach był czwarty. Ponadto w sezonie 2003/2004 był drugi w klasyfikacji jazdy po muldach.
W 2006 r. zakończył karierę.

## Osiągnięcia

### Igrzyska olimpijskie
| Miejsce | Dzień     | Rok  | Miejscowość | Konkurencja      | Zwycięzca       |
| ------- | --------- | ---- | ----------- | ---------------- | --------------- |
| 3.      | 15 lutego | 2006 | Turyn       | Jazda po muldach | Dale Begg-Smith |

### Mistrzostwa świata
| Miejsce | Dzień       | Rok  | Miejscowość | Konkurencja                 | Zwycięzca       |
| ------- | ----------- | ---- | ----------- | --------------------------- | --------------- |
| 14.     | 10 marca    | 1999 | Meiringen   | Jazda po muldach            | Janne Lahtela   |
| 8.      | 19 stycznia | 2001 | Whistler    | Jazda po muldach            | Mikko Ronkainen |
| 17.     | 21 stycznia | 2001 | Whistler    | Jazda po muldach podwójnych | Stéphane Yonnet |
| 3.      | 31 stycznia | 2003 | Deer Valley | Jazda po muldach            | Mikko Ronkainen |
| 3.      | 1 lutego    | 2003 | Deer Valley | Jazda po muldach podwójnych | Jeremy Bloom    |
| 5.      | 19 marca    | 2005 | Ruka        | Jazda po muldach            | Nathan Roberts  |
| 1.      | 20 marca    | 2005 | Ruka        | Muldy podwójne              | -               |

### Puchar Świata

#### Miejsca w klasyfikacji generalnej
- sezon 1998/1999: 38.
- sezon 1999/2000: 30.
- sezon 2000/2001: 20.
- sezon 2001/2002: 44.
- sezon 2002/2003: 8.
- sezon 2003/2004: 11.
- sezon 2004/2005: 19.
- sezon 2005/2006: 21.

#### Miejsca na podium
1. Mont Tremblant – 15 stycznia 2000 (Jazda po muldach) – 3. miejsce
2. Iizuna – 11 lutego 2001 (Jazda po muldach) – 3. miejsce
3. Himos – 11 marca 2001 (Jazda po muldach) – 1. miejsce
4. Madonna di Campiglio – 14 grudnia 2002 (Jazda po muldach) – 1. miejsce
5. Fernie – 25 stycznia 2003 (Muldy podwójne) – 3. miejsce
6. Voss – 2 marca 2003 (Muldy podwójne) – 2. miejsce
7. Madonna di Campiglio – 19 grudnia 2003 (Jazda po muldach) – 3. miejsce
8. Deer Valley – 30 stycznia 2004 (Jazda po muldach) – 1. miejsce
9. Deer Valley – 31 stycznia 2004 (Muldy podwójne) – 3. miejsce
10. Inawashiro – 14 lutego 2004 (Jazda po muldach) – 1. miejsce
11. Inawashiro – 15 lutego 2004 (Jazda po muldach) – 2. miejsce
12. Naeba – 22 lutego 2004 (Jazda po muldach) – 1. miejsce
13. Špindlerův Mlýn – 1 marca 2004 (Jazda po muldach) – 3. miejsce
14. Mont Tremblant – 8 stycznia 2005 (Jazda po muldach) – 1. miejsce
15. Deer Valley – 27 stycznia 2005 (Jazda po muldach) – 3. miejsce
16. Deer Valley – 13 stycznia 2006 (Jazda po muldach) – 1. miejsce
17. Lake Placid – 20 stycznia 2006 (Jazda po muldach) – 3. miejsce

- W sumie 7 zwycięstw, 2 drugie i 8 trzecich miejsc.